# تیم ملی هندبال لهستان
تیم ملی هندبال لهستان یک تیم هندبال است که تحت نظارت فدراسیون هندبال لهستان می‌باشد و نماینده لهستان در مسابقات بین‌المللی است. این تیم تاکنون  یک بار نایب قهرمان جهان و یک بار قهرمان اروپا شده‌است.

## نتایج در مسابقات بین‌المللی
تیم ملی هندبال لهستان تاکنون در ۱۴ دوره قهرمانی جهان حضور داشته‌است که تنها یک بار در سال ۲۰۰۷ به بازی پایانی راه یافت و با شکست برابر آلمان (میزبان) به مقام نایب قهرمانی دست پیدا کرد. تیم ملی هندبال لهستان، سه مدال برنز در مسابقات قهرمانی جهان و یک مدال برنز در بازی‌های المپیک نیز کسب نموده‌است.

## خلاصه نتایج
قهرمان      نایب قهرمان      مکان سوم      مکان چهارم

### بازی‌های المپیک
| بازی                       | مرحله         | رتبه       | بازی       | برد        | تساوی      | باخت       | گل زده     | گل خورده   | تفاضل      |
| -------------------------- | ------------- | ---------- | ---------- | ---------- | ---------- | ---------- | ---------- | ---------- | ---------- |
| برلین ۱۹۳۶                 | حاضر نشد      | حاضر نشد   | حاضر نشد   | حاضر نشد   | حاضر نشد   | حاضر نشد   | حاضر نشد   | حاضر نشد   | حاضر نشد   |
| از ۱۹۴۰ تا ۱۹۶۸ برگزار نشد |               |            |            |            |            |            |            |            |            |
| مونیخ ۱۹۷۲                 | مرحله مقدماتی | ۱۰         | ۵          | ۲          | ۱          | ۲          | ۷۵         | ۷۸         | ۳–         |
| مونترال ۱۹۷۶               | نیمه‌نهایی     | ۳          | ۵          | ۴          | ۰          | ۱          | ۱۰۱        | ۸۹         | ۱۲+        |
| مسکو ۱۹۸۰                  | مرحله حذفی    | ۷          | ۶          | ۳          | ۱          | ۲          | ۱۴۶        | ۱۱۹        | ۲۷+        |
| لوس‌آنجلس ۱۹۸۴              |               |            |            |            |            |            |            |            |            |
| سئول ۱۹۸۸                  | انتخاب نشد    | انتخاب نشد | انتخاب نشد | انتخاب نشد | انتخاب نشد | انتخاب نشد | انتخاب نشد | انتخاب نشد | انتخاب نشد |
| بارسلونا ۱۹۹۲              | انتخاب نشد    | انتخاب نشد | انتخاب نشد | انتخاب نشد | انتخاب نشد | انتخاب نشد | انتخاب نشد | انتخاب نشد | انتخاب نشد |
| آتلانتا ۱۹۹۶               | انتخاب نشد    | انتخاب نشد | انتخاب نشد | انتخاب نشد | انتخاب نشد | انتخاب نشد | انتخاب نشد | انتخاب نشد | انتخاب نشد |
| سیدنی ۲۰۰۰                 | انتخاب نشد    | انتخاب نشد | انتخاب نشد | انتخاب نشد | انتخاب نشد | انتخاب نشد | انتخاب نشد | انتخاب نشد | انتخاب نشد |
| آتن ۲۰۰۴                   | انتخاب نشد    | انتخاب نشد | انتخاب نشد | انتخاب نشد | انتخاب نشد | انتخاب نشد | انتخاب نشد | انتخاب نشد | انتخاب نشد |
| پکن ۲۰۰۸                   | مرحله حذفی    | ۵          | ۸          | ۵          | ۱          | ۲          | ۲۳۵        | ۲۱۴        | ۲۱+        |
| لندن ۲۰۱۲                  | انتخاب نشد    | انتخاب نشد | انتخاب نشد | انتخاب نشد | انتخاب نشد | انتخاب نشد | انتخاب نشد | انتخاب نشد | انتخاب نشد |
| ریو دو ژانیرو ۲۰۱۶         | نیمه‌نهایی     | ۴          | ۸          | ۳          | ۰          | ۵          | ۲۲۲        | ۲۲۷        | ۵–         |
| مجموع                      | ۵/۱۳          | ۰ قهرمانی  | ۳۲         | ۱۷         | ۳          | ۱۲         | ۷۷۹        | ۷۲۷        | ۵۲+        |

منبع: 

### قهرمانی جهان
| سال             | رتبه       |
| --------------- | ---------- |
| آلمان ۱۹۳۸      | حاضر نشد   |
| سوئد ۱۹۵۴       | حاضر نشد   |
| آلمان شرقی ۱۹۵۸ | ۵          |
| آلمان غربی ۱۹۶۱ | انتخاب نشد |
| چکسلواکی ۱۹۶۴   | انتخاب نشد |
| سوئد ۱۹۶۷       | ۱۲         |
| فرانسه ۱۹۷۰     | ۱۴         |
| آلمان شرقی ۱۹۷۴ | ۴          |
| دانمارک ۱۹۷۸    | ۶          |
| آلمان غربی ۱۹۸۲ | ۳          |
| سوئیس ۱۹۸۶      | ۱۴         |
| چکسلواکی ۱۹۹۰   | ۱۱         |
| سوئد ۱۹۹۳       | انتخاب نشد |
| ایسلند ۱۹۹۵     | انتخاب نشد |
| ژاپن ۱۹۹۷       | انتخاب نشد |
| مصر ۱۹۹۹        | انتخاب نشد |
| فرانسه ۲۰۰۱     | انتخاب نشد |
| پرتغال ۲۰۰۳     | ۱۰         |
| تونس ۲۰۰۵       | انتخاب نشد |
| آلمان ۲۰۰۷      | ۲          |
| کرواسی ۲۰۰۹     | ۳          |
| سوئد ۲۰۱۱       | ۸          |
| اسپانیا ۲۰۱۳    | ۹          |
| قطر ۲۰۱۵        | ۳          |
| فرانسه ۲۰۱۷     | ۱۷         |
| مجموع           | ۰ عنوان    |

- منبع: [۱]